# Nagari Kuncia
Nagari Kuncia is een bestuurslaag in het regentschap Solok van de provincie West-Sumatra, Indonesië. Nagari Kuncia telt 769 inwoners (volkstelling 2010).